# Midden-Donau-urnenveldencultuur
De Midden-Donau-urnenveldencultuur is een archeologische cultuur van de midden- en jongere bronstijd. Ze behoort tot de kring van urnenveldenculturen. De naam komt van het gebied waar de vindplaatsen voorkomen en van de urnenvelden die er typisch voor zijn.
De cultuur ontstond rond 1.300 voor Christus uit de Midden-Donau-grafheuvelcultuur, deel van de groep van grafheuvelculturen, onder invloeden uit het  gebied van de Pilinycultuur in het oosten en zuidoosten.
Ze verdween rond 800 v.Chr., en werd de basis van de Oostelijke Hallstattcultuur.

## Verspreiding
Het verspreidingsgebied besloeg het centrale Donaubekken, met name het westelijke deel ervan. Het bezette Zuid-Moravië, Neder-Oostenrijk, Zuidwest-Slowakije, West-Hongarije en Slovenië. Er worden verschillende lokale groepen onderscheiden:
- De Čaka-groep, genoemd naar de site van Čaka in Slowakije. Deze vroege, sterk onderscheidende groep wordt gevonden in het zuidwesten van Slowakije, West-Hongarije en het Burgenland.  Het verschijnen van rijk uitgeruste graven onder grafheuvels getuigt mogelijk van een grote sociale differentiatie in de samenleving, en de ontwikkeling van een heersende klasse.
- De Chotyn-groep (ook wel Vál-cultuur of Karpathische groep genoemd) was een voortzetting van de Čaka-groep. De eerder genoemde sociale verschillen waren echter niet meer aanwezig. De oorzaak hiervan is niet bekend. Aangenomen wordt dat een deel van de bevolking van de Čaka-groep naar het zuiden trok, richting de Balkan en Noord-Italië.
- De Velatice-groep (ook wel Baierdorf-Stillfried-groep genoemd) komt voor in het zuiden van Moravië, het zuidwesten van Slowakije tussen de Neder-Morava en Váh, en het aangrenzende deel van Neder-Oostenrijk.
- De Dobova-groep (ook wel Ruše-groep genoemd) in het zuidelijke deel van het verspreidingsgebied van de cultuur, vernoemd naar de Dobova-site.

## Economie
In de economie waren landbouw en veeteelt, voornamelijk rundvee en schapen maar ook varkens en paarden, het belangrijkst. Daarnaast werd er gejaagd, meestal op reeën, herten en wilde zwijnen. Ook botten van beren en hazen worden soms gevonden.

## Nederzettingen
De nederzettingen waren open en stationair, hoewel er in de hooggelegen gebieden ook versterkte nederzettingen zijn. 
Een voorbeeld van een nederzetting is de vindplaats in Lovčičky bij Vyškov. Er was hier een planmatig aangelegde woningbouw. Op een oppervlakte van 3.000 m² werden 13 gebouwen met paalconstructies ontdekt, sommige met meerdere kamers. Alle gebouwen waren in een halve cirkel gerangschikt rond een plein, in het midden waarvan een hallengebouw stond dat veel groter was dan de andere gebouwen. Het is niet helemaal duidelijk waar het voor gebruikt werd, mogelijk diende het als een huis van samenkomst of tempel. In de kamers van de gebouwen bevonden zich haarden, en het geheel ging samen met verschillende hulpvoorzieningen van economische aard.

## Begrafenissen
De begrafenisritus van de Midden-Donau-cultuur werd gekenmerkt door crematie, in een urn of put, meestal als vlakgraf. De doden werden voorzien van aardewerk en bronzen producten. 
In het gebied van Slowakije en de aangrenzende delen van Burgenland en Hongarije, in mindere mate ook in Moravië, waren er vooral in de vroege periode ook rijk uitgeruste crematiebegrafenissen onder grafheuvels. De hoogte van deze heuvels bereikte enkele meters en de diameter enkele tientallen. De graven waren uitgerust met wapens en soms zelfs met bronzen harnassen. Ze getuigen van een grote sociale differentiatie in de vroege fase van de Midden-Donau-urnenveldencultuur.

### Grafgiften
Tijdens haar ontwikkeling zijn veranderingen te zien in het aardewerk van de cultuur. In de oudere fase waren er biconische vaten met een scherpe knik, soms versierd met dicht gegraveerde lijnen aan de onderzijde van de buik, bolvormige vaasvaten met cilindrische halzen, vaak met facetranden, eivormige vaten, geprofileerde kannen met hoge handvatten en talloze soorten kommen en mokken. Daarnaast waren er in de Čaka-groep ook vaten met grote handgrepen die tot aan de rand van het vat reikten, met een versiering in de vorm van brede, diagonale groeven. In Moravië verschenen onder invloed van de Knovízcultuur gelaagde vaten. Het aardewerk van de jongere fase bestond onder meer uit vaten met bolvormige en ronde buiken, licht geprofileerde vazen, versierd op hun buik met dicht uitgesneden verticale groeven, evenals gelijkaardig gegroefde schalen en kopjes.
Metalen producten omvatten verschillende soorten bronzen zwaarden, messen, sikkels, speerpunten, scheermessen (waaronder tweesnijdende scheermessen met handvat), bijlen en bronzen haarspelden, sluitspelden en armbanden. Ze worden zowel in grafcomplexen als in de in deze cultuur veel voorkomende depots gevonden.